# Boji
Boji (latinsko Boii, grško Βόϊοι) so bili keltsko pleme.
Boji so živeli na dveh lokacijah. Stari viri navajajo, da so sprva živeli na etruščanskem teritoriju v Emiliji v severni Italiji s središčem v Bononii (današnja Bologna). Leta 283 pr. n. šr. so se kot zavezniki Etruščanov vojskovali z Rimljani in doživeli poraz pri Vadimanskem jezeru. Po drugem porazu pri Telemonu leta 225 pr. n. št. so jih Rimljani pokorili. Leta 218 pr. n. št. so se pridružili Hanibalu. Rimljani so jih v vojnah od leta 205 do 191 pr. n. št. ponovno porazili in jih postopoma romanizirali.
Druga lokacija poselitve Bojev je bila severozahodna Panonija. Tu so naseljevali področje do Donave, na zahodu proti izrastkom Alp, južno proti Muri, vzhodno pa morda do Rabe. Sem so prišli v prvi polovici 1. stoletja pr. n. št. z ozemlja današnje Češke, kar dokazujejo arheološka najdišča iz latenske dobe. Njihovo ozemlje so zasedli Markomani, Boji pa so se ustalili na območju Panonije. Boji so bili na novem ozemlju v sporih z Noriki in Dačani, ki so jih skupaj s Tavriski okoli leta 55 pr. n. št. malone uničili. Poslej se je njihovo ozemlje imenovalo deserta Boiorum. Raziskave kažejo na to, da so si njihov poselitveni prostor (začasno) prisvojili Noriki.